# Несравненное право
«Несравненное право» — вторая книга в жанре фэнтези из серии «Хроники Арции» Веры Камши. Роман продолжает историю магического мира Тарры, населённого эльфами, людьми, гоблинами и рядом других существ, после событий описанных в романе «Тёмная Звезда».
Роман «Несравненное право» — заключительная книга дилогии «Тарра: Граница бури» и вторая книга цикла «Хроники Арции». Книга издавалась в 2001 и 2009 году издательством «Эксмо». Название «Несравненное право» было взято из стихотворения «Выбор» Николая Гумилёва, послужившего эпиграфом к книге:

Не спасешься от доли кровавой, 

Что земным предназначила твердь.

Но молчи: несравненное право —

Самому выбирать свою смерть!

## Сюжет

### Часть первая
Астен принимает в своем доме Герику Годою, в которой узнает свою Эфло д’огэр. Роман вместе с Преступившими отправляется в горы Корбут по следам Проклятого. Герика ближе знакомится с отцом Романа — Астеном Кленовой Ветвью, его дядей Эмзаром Снежное Крыло и главой Дома Журавля Клэром Утренним Ветром, которого посвящают в тайну Эстель Оскоры. В Гелани ройгианцы объявляют епископа Тиверия кардиналом Таянским с благословения Архипастыря, скрывая от жителей, что на самом деле кардиналом Эландским и Таянским стал Максимилиан. Гоблин Уррик пад Рокхе после своей связи с Иланой и знакомства с Шандером Гардани и эльфом Рамиэрлем начинает сомневаться в правильности дела, которому его призвали служить, и решается информировать через голубиную почту герцога Рене Арроя о событиях в Таяне, подписывая свои послания эльфийским словом «эмико». Лекаря Симона, как и всех других жителей Лисьей улицы собирают в Высоком Замке, чтобы все разбирающиеся в магии были под контролем Михая Годоя. В Убежище Эанке открыто демонстрирует свою неприязнь к новой обитательнице острова. Она устраивает мелкие каверзы Герике, но жене Клэра, Тине Последней Незабудке, и Астену пока удается её оберегать, хотя становится ясно, что вечно её защищать они не смогут. Во время очередной совместной прогулки по ошибке вместо Герики убивают Тину. Во Фронтере начинают пропадать целые деревни. Войт Белого Моста Рыгор Зимный подозревая скорую беду делает приготовления на случай, если придется уходить всей деревней. Лупе, после ухода Симона, оставшаяся одна наедине с пьяницей мужем, решает уйти из Гелани и перебраться через Кабаньи топи. Кэрль, один из Преступивших отправившихся с Романом, предостерегает эльфа от предательства Примеро, рассказывая, что следил за магом последнее время. Либр решает отправиться дальше в одиночку, а те из Преступивших, кто не желает иметь ничего общего с новыми друзьями Примеро, остаются чтобы как можно дольше скрыть уходи Рамиэрля, давая тому необходимое время. После убийства Тины Эмзар и Астен решают спрятать Герику в Кантиске под опекой Церкви и её Архипастыря Феликса.
Кленовая Ветвь и нашедший их в скором времени Преданный сопровождают Эстель Оскору, а Клэр остается рядом с Эмзаром. Вскоре после ухода Геро к местоблюстителю Лебединого трона приходит жена Астена Нанниэль Водяная Лилия с вестью о том, что Эанке и Фэриэн Весенний Рассвет ушли из Убежища вслед за Кленовой Ветвью и его спутницей. Эмзар понимает, что их уже не догнать и решает начать готовиться к войне на стороне Эланда, а брата доверить судьбе, зная, что справиться с ним не так просто, а Эстель Оскора обладает огромной силой. Астен и Геро, ставшие близки друг другу, в пути решают пробираться в Эланд к Рене Аррою, а не в Кантиску, но погоня уже настигает их. Сначала на их след выходит Охотник из своры Ройгу, но проигрывает в магическом поединке эльфу. Затем же их догоняет Эанке, Фэриэн и ещё четверо молодых эльфов из дома Весеннего Рассвета. Астен убеждает юношей в лживости их предводителей и сходится с Фэриэном в поединке. Кленовая Ветвь легко одолевает своего врага, но Эанке убивает своего отца выстрелом в спину. Гибель Астена пробуждает в Эстель Оскора её силу и чудовищный Дикий Ветер убивает всех преследователей. Придя в себя Геро хоронит Астена, с помощью магии создавая ему могилу с аметистовым надгробием, защищающую от лесных зверей. Эстель Оскора вместе с Преданным отправляются в Эланд. В Корбуте Роман спасает молодого гоблина Грэддока и знакомится с его семьей, изгоями: Рэнноком пад Коэй, старым вогоражем, Грэддой, матерью юного гоблина, и Кризой, её дочерью. В их заимке к нему и приходит чувство смерти близкого человека, но эльф не знает, кто это. Криза становится проводницей Романа в горах, ведя его к древнему Месту Силы.

### Часть вторая
От своего друга в Арции Рене узнает, что зять императора Базилека Бернар запретил арцийским нобилям участвовать в объявленном Церковью Святом походе. Прикрываясь походом на Майхуба, властителя Эр-Атэва, Годой выдвигает свои войска к Гверганде, городу-ключу ко Внутреннему Эланду. Абсурдность повода очевидна, но она связывает Феликса по рукам и ногам, не позволяя вести свои войска через Арцию. Из бесед Гардани с Урриком, сообщений «эмико» и воспоминаний Арроя удается создать общую картину верований гоблинов и понять, как Годой смог привлечь их на свою сторону. Гоблины верят в Истинных Созидателей, сотворивших этот мир. Они были побеждены вторгнувшимися в Тарру чужаками, которые привели с собой эльфов. Но гоблины верят, что Созидателей можно вернуть — именно на этом и сыграл Михай, превратив Ночной Народ в ужасающую боевую мощь своей армии. Арцийские интриганы видят в войне лишь способ ослабить Таяну и Эланд, который стали существенной угрозой одряхлевшей империи. Канцлер Бернар, давно уже правящий за императора, подтверждает все притязания и права Годоя и отправляет к нему дипломатом графа Фредерика Койлу. Феликс, вынужден бездействовать, но, не желая оставлять Рене одного, отправляет одного из своих людей на поиски Убежища, чтобы просить помощи у эльфов.
Роман и Криза добираются до Седого поля — места битвы Истинных Созидателей и Светозарных, где их встречают Белые птицы, про которых бытует мнение, что это души тех, кто погиб на этом поле. Орка берет с собой пучок седой травы, а позже рассказывает Рамиэрлю историю этого места. Как гласят предания, незадолго до последней битвы Первых Богов самый младший из них полюбил женщину из рода людей, которую звали Линета или Инта по-орочьи. Юноша рассказал ей, кто он такой и взял с собой на Седое поле, чтобы показать как они дают отпор чужакам. Но все вышло совсем не так — Светозарные победили. После боя поле оставили охранять эльфов, чтобы никто не мог забрать тела Первых Богов, но одна эльфийская королева все же пропустила Инту к своему возлюбленному. Тот был ещё жив, но передав девушке свой меч умер, ибо только меч ещё поддерживал в нём жизнь. Оружие в руках девушки обратилось в посох, с которым она и ушла с поля, а позже по совету гарги её нашли гоблины и приютили в своей деревне, где в скором времени у неё родилась двойня: мальчик и девочка, последние дети Первых Богов от смертной женщины. Позже судьба разлучила эти осколки наследия Истинных Созидателей: Инта с девочкой ушла к людям, а на деревню гоблинов напали люди. Мальчика приняли за пленника и забрали с собой, а меч остался у воина-орка, который должен был учить мальчика и смог спастись во время нападения.
Герика после зимнего путешествия натыкается на Охоту, состоящую из призрачных Гончих. Она снова ощущает в себе Силу, сродную по природе с самими Гончими, и потому легко приказывает им оставить своих жертв, среди которых оказывается Максимилиан. Он-то и отвозит её в Идакону к Аррою. Рене ещё не догадывается, как сильно переменилась девушка и относится к ней, как к безвольной дурочке, что вызывает в ней злость. Геро не хочет, чтобы кто-то в Эланде знал о её Силе, но видит, что Шандеру Гардани, над которым Михай экспериментировал в магии, осталось жить совсем недолго. И решается вылечить его, тем самым раскрывшись перед ним. Но Шани сохраняет её секрет — так у Эстель Оскоры появился новый настоящий друг. Жан-Флорентин чувствует необычайно сильную волшбу неизвестной природы, но не может понять, откуда она исходит. Лупе приходит в себя в Ласковой пуще, где она проспала всю зиму. Кэриун-а-Роэбл-а-Дасто рассказал ей, что девушка могла умереть, и потому Хозяйке Тахены пришлось навеять на неё Зимний сон и укрыть в болотах. Лупе соглашается помогать лесным обитателям, став Хранительницей пущи. Жрецы Ройгу требуют от Михая наполнения Большой Чаши, с помощью которой они смогут наконец выйти за Горду, сокрушив Всадников. Годой выдвигается в Арцию, оставляя Илану в Гелани. Роман оставляет Кризу на берегу большой реки и отправляется дальше в путь один. Пройдя Рыжий лес он натыкается на неведомую преграду, явно магического происхождения. Кольцо Эрасти может помочь находиться в нём, но при этом разрушается, защищая своего хозяина. Роман решает не жертвовать талисманом и поворачивает назад.
На задворках Арции стараниями Бернара в изгнании находится Луи че Лагг, сын старшего брата убитого императора Эллари, прямой наследник короны. Его сопровождает Шарль че Матей, друг отца Луи, якобы присматривающий чтобы принц ещё больше не опорочил трон, а на самом деле являющийся его телохранителем. По стечению обстоятельств они находят несколько сожженных деревень, жители который были чудовищным образом убиты в ходе какого-то ритуала. Настигнув тех, кто творил эти ритуалы, арцийцы обнаруживают, что те связаны с армией Годоя. Луи и Матей рассылают гонцов в Кантиску Феликсу, Эланд Аррою и Мунт маршалу Ландею.

### Часть третья
Гонцы Луи и Матея достигают Мунта и Кантиски. Капитан Добори и Феликс спешат объединиться с маршалом Ландеем, хотя император Базилек, а точнее правящий за него зять Бернар не хотят верить в то, что Годой нападет на Арцию. Михай же вынужден бездействовать под арцийским городом Олецька — на его пути уже долгое время идут дожди, размывшие дороги. В ответ на требования жрецов Ройгу Михай решает принести в жертву весь город на наполнение Чаши. Он с помощью магии подчиняет своей воле тех арцийских нобилей, кто был при его дворе, в том числе и Койлу, и они против своей воли помогают ему проводить ритуал. Дожди прекращаются. Маршал Ландей и Феликс объединяют силы и готовы встретить Годоя на Лагском поле. К ним присоединяются и Луи с Матеем до того времени тревожившие Михая частыми вылазками. Роман возвращается к Кризе и они путешествуют обратно через Седое поле. Внезапно Белые птицы подгоняют эльфа идти в определенную сторону, где он находит погибшего в магическом поединке Уанна. По всей видимости Преступивший схлестнулся с кем-то очень могущественным, но смог одолеть его, однако, истратил все жизненные силы и каким-то образом отправился на Седое поле умирать. Рамиэрль по-эландскому обычаю обменивается с Уанном оружием, забирая его охотничий кинжал, и вместе с Кризой хоронит его. Тут же обнаруживается и легендарный колодец, который оказывается дверью на древние пути, которыми умел ходить Преступивший.
На Лагском поле Ландей подготовил хорошую оборону, рассчитывая вымотать Годоя на атаках. Граф Койла смог ненадолго стряхнуть магические путы Михая и отправиться в лагерь арцийцев, рассказав маршалу и Феликсу все, что знал про тарскийца. Но в разгар боя Годой снова подчиняет его и Койла убивает маршала. Войска, оставшись без командования, начинают атаку, которая становится их решающей ошибкой в этой битве. С помощью натиска гоблинов и предательства Марциала, младшего брата Бернара, Михай одерживает победу. Архипастырь Феликс, барон Шада и не успевший к началу битвы арцийский маршал Сезар Мальвани собирают остатки войска и отступают к Гверганде, куда должны добраться выступившие в боевой поход эльфы. В ходе боя погибает Матей. Отряд Луи отрезан от основных сил и принц решает увести своих людей в сторону Фронтеры.

### Часть четвёртая
Роман с Кризой сходят с древних троп возле орочьей святыни, пробыв на них всего три дня, но покрыв расстояние, на которое ушли бы месяцы. Но девушка замечает, что место изменилось — теперь Ночную Обитель, представляющую собой башню с опоясывающем её стеной, в которой есть проход для человека, окружает река. Вокруг заметны следы небывалого магического поединка, который так существенно изменил местность. Роман решается попробовать попасть к башне, решая, что реку сотворил Уанн, дабы перекрыть туда доступ врагу, но друга она пропустит. Вместе с Кризой он проходит по дну реки, которая расступилась перед ними, а кольцо Проклятого открывает им дверь внутрь самой башни. Михай обосновался в Мунте. Он не прекращает поиски Герики, считая, что снова сможет сделать её своим орудием, но находит ту, кто называет себя вдовой Стефана Таянского — Марину-Митту. В Кантиске противники Феликса не прекращают попыток завладеть постом Архипастыря — на Иоахиммиуса, которого бывший рыцарь оставил вместо себя совершают покушение, но талисман, который оставил ему Астен, — цветущий посох — продолжает защищать своего владельца и после смерти эльфа.
В Гелани беременная Илана начинает обзаводиться собственными доверенными людьми. Вместо старого замкового медикуса теперь за её состоянием присматривает Симон, который убежден, что у Годоя не должно быть наследника. В Идакону прибывает флагман арцийского флота, капитан которого, Герар, — друг Рене, предупреждавший его перед войной о арцийской политике. Но на борту не только он, но и вся августейшая семья вместе с Бернаром и Базилеком. Арцийцы намереваются просить убежища, но Рене, устроивший целый спектакль, осаживает гостей, которые, будучи правителями, сбежали от своих подданных, хотя и не отказывает им обосноваться в эландской крепости Варха и иметь слуг за собственные средства. Калиф Майхуб протягивает руку помощи своим извечным соперникам, отпуская всех пленных эландцев, дав им корабли, золото, оружие и горючую жидкость, которой славится лишь Атэв. В Гверганде объединяются войска Арции, Кантиски и Эланда с намерениями превратить берег Адены в неприступный рубеж для Годоя. Рене с Серебряными же тем временем хочет поднять мятеж в Таяне, пробравшись туда через Внутренний Эланд. Но там они натыкаются на ройгианцев, которые решили пополнять в здешних местах Чашу. Однако там же Аррой встречает и эльфов. Отряд Луи встречает близ Тахены Лупе и Эарите, которые рассказывают ему про Годоя, про его связь с ройгианцами и про то, почему им необходимо посылать отряды людей для проведения ритуалов чтобы наполнить Чашу. Лесные обитатели предлагают принцу остаться у них и мешать жнецам истреблять деревни, обеспечивая их разведкой. Лупе присоединяется к отряду перестав быть Хранительницей. В то время как Рене и эльфы охотятся на адептов Ройгу, к Герике приходит Прашинко в поисках Арроя. Он не может нигде его найти, ведь в Гверганде остался Шандер, на которого Рене с помощью магии набросил иллюзию своей личины. Тогда Прашинко рассказывает как вызвать Гиба, Водяного Коня, который может найти человека везде, где есть вода. С помомщью уздечки из кабинета герцога, Герика призывает Гиба и отсылает его на помощь Рене. Вскоре Эстель Оскора снова чувствует Зов Жрецов, но уже может ему не только противостоять, но и побеждает отражение Бледного в зеркале, при этом послав скопленную силу Рене во время боя. Правда теперь она раскрыла ройгианцам своё местонахождение и то, что теперь обладает своей волей.

### Часть пятая
Рене возвращается из своего похода в Таяну и сразу же окунается в водоворот новостей. До берегов Эланда дошли корабли, отправленные в помощь Аррою Львом Атэва. Вместе с этим Майхуб передает письмо, в котором рассказывает старую атэвскую легенду о мудреце-клятвопреступнике, совершившем три великих зла, совратившем одного из старых богов и живущем на островах в Сером море, где и поседел в одном из своих путешествий Рене. Луи жив и успешно портит жизнь Годою. Всадники приняли на себя немало ударов от жрецов Ройгу, но ещё держатся. В Кантиске барон Шада и Иоахиммиус окончательно сделали город оплотом лишь тех, кто готов сражаться с узурпатором. Тот же в свою очередь пока обосновывается в Арции: договорился с «синяками», которые стали раскрывать заговор за заговором убирая неугодных людей, пытался наладить отношения с орденом Циалы, но переданные им Рубины были похищены, и сделка сорвалась, объявил Марциала вице-маршалом и вместе с войском отправил захватить Гверганду. Эмзар так же рассказал Рене и про Эстель Оскору, но маринер решил не подавать виду о своем знании, так как ещё во время похорон Стефана дал клятву защитить Герику во что бы то ни стало. Но беда пришла откуда не ждали: в крепости Варха, где поселили арцийского императора с семьей, обосновались ройгианцы и перекрыли доступ к крепости с помощью магии.
Герика в старых хрониках находит историю появления Рубинов Циалы: их из-за Запретной Черты привез тогдашний Первый Паладин своей невесте — одной из тарских девушек, от которой и пошли Годои. Эти драгоценности странным образом влияют на человека. Кто-то шарахается от них, как от чумы, кого-то они способны сделать мерзавцем, даже если человек был благородным, как это случилось с Иланой. Дочь Марко уже не могла обходиться без Рубинов. Чтобы вернуть их она даже организовала нападение на циалианцев, которым Михай передал камни. Но вскоре драгоценности стали плохо влиять на её беременность и тогда Илана спрятала камни в харме, но потом они пропали.
Марциал начал осаду Гверганды, но наткнулся на очень хорошо организованную оборону, которая хоть и не позволяла нападавшим прорваться в город, но связывала по рукам и Рене, Феликса, Шандера и Мальвани, не давая им выступить вслед за Михаем. Так и не достигнув никаких успехов, обе стороны ушли на зимние квартиры. На село Белый Мост нападают ройгианцы, но по случайности этот отряд уже выслеживали люди Луи, который и вступил с ними в бой, выводя мирных жителей в леса, подальше от сгоревшего села.
В Ночной Обители Роман находит Ангеса. Вернее отражение, которое успел оставить бог, когда мир был для них закрыт. Воин рассказывает эльфу то, что знал Светозарный до Исхода. Ангес и Адена хотели защитить этот мир и предоставили лидерам своих кланов выбор: уйти с богами или остаться защищать Тарру. Эльфы разделили мнение своих покровителей. Ангес планировал вернуться за своим Кланом Луны через Ночную Обитель, дабы не нарушать запрета Престола Света не ступать на землю этого мира. Кольца от обителей были оставлены Ларэну Лунному и королеве лебедей Залиэль, матери Эмзара и Астэна, — с их помощью только эльфы имели доступ к святилищам своих покровителей. Но во время Исхода ударило Великое Заклятие Света, которое разрушило божественные тропы и наложило на мир печать — снять её могут лишь все Святозарные вместе.
В Идаконе Геро чувствует, что происходит нечто особенное. То же самое ощущают и Рене с Шандером. Герика вспоминая озеро в Убежище пробует создать заклинание виденья через зеркало в её комнате. Это получается и Рене с Шандером видят, как Ройгу прорывается через Гремиху уничтожая Всадников Горды.

### Часть шестая
Время в Ночной обители идет медленнее, чем в остальном мире. Воин убежден, что теперь в Тарру нельзя ни проникнут, ни выйти из неё, но убежден, что Адена все же нашла лазейку. Остается непонятным, как два сильнейших эльфийских клана превратились в две горстки, прячущиеся от мира после Войны Монстров. Но Воин убежден, что в Романе течет кровь как Лебедя, так и Луны — он знает, что Адена всегда покровительствовала любви Лунного короля Ларэнна и Лебединой королевы Залиэли. Значит те были живи хотя бы на тот момент, когда родился Проклятый, который мог быть лишь их учеником. Но даже после его исчезновения Залиэль вряд ли успокоилась. Именно она была той эльфийкой, что выпустила Инту с поля, — она не могла не увидеть меч богов, а значит хотела сохранить что-то от первозданного мира. По словам Адэны Залиэль, всегда искала путь к Третьей Силе, которая почтила своим вниманием Тарру после Исхода и которых эландцы называют Великими Братьями. После своего рассказа Воин исчезает, оставляя Роману в дар способность говорить с тысячами воинов сразу и возможность вернуться в Ночную обитель когда угодно, пусть и без кольца(хотя тогда обратной дороги для него не будет). После разговора Рамиэрль возвращается к Кризе, и, выйдя из обители, они обнаруживают что прошло как минимум полгода, хотя для них это было лишь несколько часов. Башня отпустила их в день, который орки зовут Праздником Последней Зимней Ночи — в этот день весь Ночной Народ собирается у Ночной Обители чтобы чествовать своих богов. Роман решает смешаться с толпой чтобы узнать, как обстоят дела и в какое время они попали, и принимает облик Уррика, который приводит Кризу в восторг. На празднике собрались не только местные гоблины, но и многие из дальних краев. Причина проста: Годой просил через своих союзников, северных гоблинов, у их южных сородичей подкрепление. Но вожди южных племен не стремятся умирать за неизвестное им дело. Однако в ходе спора между вождями посланник Севера напомнил о традиции приносить жертвы богам в Праздник Последней Зимней Ночи. Среди прочих подношений оказываются и женщина вместе с лекарем Симоном и ребёнком. Роман спасает их, победив жреца-северянина с помощью шпаги Уанна, обнаруженной им у Обители. Его решение поддерживают и Птицы Памяти, явившиеся к месту праздника. Рамиэрль открывается перед гоблинами и с помощью дара Воина рассказывает правду о войне, которая идет в Благодатных землях, о истинном потомке Созидателей Рене Аррое, о желающем вернуть бога-изменника Годое, и призывает южных орков вмешаться на стороне Эланда и Кантиски. Позже Симон рассказывает, что ребёнок — сын Ланки и Уррика, которого они с принцессой решили определить к соплеменникам.
Пока в зимнее время силы болот Тахены спят, отряд Луи продолжает нуждаться в разведке. Узнать обстановку в Мунте вызывается Лупе, которой принц признался в своей любви, — женщина смогла бы вести себя тише воды ниже травы и не вызвать подозрений. Но по неосторожности она попадает в лапы к фискалам в Духов замок, штаб-квартиру Тайной канцелярии. Волею судьбы Лупе попадается на глаза судебному магу Гонтрану Куи, который был в Белом Мосту во время суда над Леопиной и вспомнил её. Гонтрану не нравился узурпатор, более того фискал чувствовал, как Михай использует запретную магию, и хотел предупредить об этом эландского герцога и Архипастыря через их шпионов, если они попадутся ему. На приватной беседе Куи рассказывает Лупе о своих догадках насчет связи Михая и древнего культа. Но в его магии оказывается ещё одна составляющая, почти незаметная, но она ещё сильней ройгианской. Куи обнаружил и капища ордена: большое организовано в Вархе, куда перенесли своё гнездо ройгианцы, и малое неподалёку от Лисьих гор. Их беседу прерывает давний недоброжелатель Гонтрана судебный маг Болдуэн Ре Прю, который в столь неподходящий момент решил избавиться от соперника, объявив его преступником замышлявшим заговор против Годоя. Куи выпроваживает Лупе через потайной ход, а сам остается принять бой чтобы замести её следы в магическом вихре. Перед смертью Гонтран насылает на Болдуэна многочисленную архивную моль и обрушивает внутрь одну из башен замка Святого Духа. Леопина благополучно возвращается к Луи и резистантам, число которых постоянно растет. Управиться с таким числом людей принцу помогает бывший войт, а нынче атаман Рыгор Зимный.

### Часть седьмая
В Вархе уставший от жизни в захваченной крепости император Арции Базилек кончает с собой. Верховный жрец ройгианцев Шаддур ка Ройгу верит в давнее пророчество, которое гласит, что перед восходом Темной Звезды в одно лето должны умереть трое владык. В их число он относил Базилека, Рене и Михая. Но император Арции, не умерший на алтаре как его тесть, дочь и внук, уже погиб, а значит времени у Шаддура остается мало. После таяния снега Прашинко сообщает Аррою все разведанное Лупе. О том, что маленькая колдунья теперь с Луи Рене решает не сообщать Гардани, стараясь не травмировать его.
Выступившие в поход на Высокий Замок резистанты попадают в ловушку, устроенную им тарскийским наместником в Гелани графом Варшани. Но подоспевшие южные гоблины во главе с Романом Ясным и Рэнноком, а также перешедшие на сторону мятежников таянские кавалеристы Дьердь Ричи-Гардани, позволяют переломить исход боя. Объединённые силы арцийцев, таянцев и гоблинов двинулись на Гелань, где жители города поднимают восстание, заставляя прихлебателей Михая запереться в Высоком Замке. Роману в разговоре с Урриком удается убедить северных гоблинов уйти — ведь правда, которую он рассказал, освобождает их от клятвы Годою. Но Уррик, Илана и ещё около сотни орков остаются в Замке до приезда туда Рене Арроя, которому они готовы сдать твердыню. Чтобы обезопасить их от самоуправства горожан Криза, влюбившаяся в Уррика ещё когда его лицо было лишь маской Рамиэрля, вызывается быть заложником в Высоком Замке.
Аррой, Мальвани и Феликс понимают, что нужно выдвигать войска к Кантиске дабы помешать Михаю захватить город, подмять под себя Церковь и короноваться в Светлый Рассвет. Но их силы сковывает Марциал. Во время своего сна Рене чувствует некое существо в устье Аглаи, реки на берегу которой стоит лагерь арцийца. Жан-Флорентин рассказывает герцогу, что после победы Светозарных над Созидателями новые боги побоялись предавать тела побежденных земле, которую те же и сотворили, дабы избежать их воскрешения. Поэтому эльфийские боги призвали существо для пожирания их тел, которое позже усыпили, хотя оно все равно способно чувствовать древнюю кровь. Рене решает разбудить Могильщика, ведь если он чужд этому миру, то сама его плоть будет отвергать это существо и постарается от него избавится. При помощи Гиба Аррой заманивает Отвратита к арцийскому лагерю и взбесившееся море обрушивает на создание чудовищный вал, который сметает и всю армию Марциала.
Годой осаждает Кантиску. Он планирует весьма долгую осаду и никуда не собирается спешить. Ведь ему нужен не разрушенная резиденция Церкви и ненависть всех верующий — Михай хочет стать великим правителем, любимый народом, и оставить после себя сильную империю. Конечно, для этого рано или поздно ему придется избавиться от ройгианцев с их жертвоприношениями и помириться с Арроем, если не удастся того победить. Но весть от епископа-перебежчика о том, что эландский герцог и некий князь из озерного края Эмзарий пробрались в Кантиску потайным ходом Архипастыря и собираются устроить коронацию Рене, заставляет его ускорить события. А чудом выживший Марциал, добравшись до Годоя, предупреждает его об армии Мальвани, которая скорее всего перекроет Михаю обратную дорогу в Мунт.
Нанниэль с помощью поискового медальона идет следом за Эмзаром. Но неподалёку от Лисьих гор натыкается на храм последователей Ройгу. Как раз в это время Охотники собирались проводить очередной ритуал жертвоприношения. И Водяная Лилия вмешалась. Она, ненавидевшая раньше как и её дочь смертных, осуждавшая Эмзара, Романа и Астена, поняла, почему её возлюбленный, сын и муж ставили Тарру выше клана. Нанниэль спасла приговоренных, уничтожила Охотников со Сворой и храмом, но это исчерпало её без остатка и сил для жизни у неё уже не осталось.
Но уничтожение Малого капища заставляет жрецов Ройгу требовать от Михая ускорить взятие города. Они утверждают, что это необходимо, так как именно в день Светлого Рассвета сходятся множество знамений. То же самое объясняет Эмзар Рене, почувствовавший готовящееся заклинание. Но он видит намного глубже нежели Шаддур. Лебединое Крыло рассказывает Аррою про Барьер, который отделяет Свет от Тьмы с изначальных времен и охраняет Тарру. Если призвать временное воплощение поверженного бога в такой день как Светлый Рассвет, это неминуемо ударит по Барьеру и в мир ринутся чуждые ей вечно голодные существа. Но на Тарре они не остановятся и из неё отправятся пожирать другие миры. Мир без магии и богов оказался самым слабым звеном в Барьере — именно об этом предупреждало Пророчество Проклятого. Чтобы не допустить вызова Оленя Рене и Эмзар решают согласиться на требования Годоя и сдастся, так как убедить его, что после вызова Ройгу править уже будет некем, невозможно. Адмирал просит Жана-Флорентина и Гиба остановить спешащего Мальвани. Но в ту же ночь, не дожидаясь оговоренного срока, Годой начинает штурм. И начинает он его с магии. Призвав Ройгу на поле боя, жрецы бьют по Барьеру Тарры. Эльфы во главе с Эмзаром, пожертвовавшим главным талисманом клана, Эарите и Иоахиммиус, чей Святой Ход собрал множество верующий в единой молитве, пытаются сдержать его. Но сил недостаточно. В то же время в Идаконе Великие Братья подталкивают Герику с помощью магии оказаться в Кантиске. После гибели эльфийского талисмана она вмешивается в противостояние и одолевает древнее божество. Ведь сила Ройгу равна силе Эстель Оскоры, его супруги.

### Часть восьмая
Почувствовав произошедший магический бой Жан-Флорентин корректирует приказ Рене, о чём и сообщает ему по возвращении. Мальвани с помощью лесных Хранителей выдвигается на заранее оговоренные позиции. Тем временем Рене решает не мешкать и, воспользовавшись замешательством Михая, начинает по кусочку отгрызать от армии тарскийца. В разгар боя появляются эльфы, которые стремительным броском пытаются достать жрецов Ройгу, спрятавшихся за спинами гоблинов. Шаддур предлагает Михаю бежать с поля с помощью магии. Но Годой убивает его, захватывает главный амулет ордена, и с помощью жизненной силы второго ройгианца телепортируется в Высокий Замок. Когда от превосходящей армии Михая осталась лишь горстка окруженных гоблинов, их избиение прекращает Роман, присоединившийся к Рене в ходе битвы. Герика, упавшая в обморок после схватки с Оленем, очнувшись сбегает из города в надежде спрятаться ото всех, но Аррой сразу же после победы отправляется на её поиски, чтобы окончательно выяснить с ней отношения и вернуть возлюбленную, что и удается ему сделать с помощью Гиба.

### Часть девятая
За победами военными пришли дела государственные и политические. Луи обосновывается в Мунте и готовится к коронации, но погибает при покушении на него. Рыгор, которого принц перед смертью успевает сделать герцогом Фронтерским, маршалом Арции и регентом, собирает Генеральные Штаты и объявляет о желании выслать депутацию к Аррою с просьбой быть императором Арции. После смерти Луи Лупе пропадает в Тахене. Она становится её Хозяйкой, заменив собой погибшую в магическом противостоянии в Кантиске Эарите. Узнав о том, что Шандер жив, она прощается с ним, когда тот едет в Таяну. После встречи с бывшей подругой Гардани натыкается на отряд Тиверия. Почуяв, что ветер задул с другой стороны, лжекардинал собирался откупиться мертвым Михаем, которого на самом деле убила Ланка, и посаженными в клетку последней из Ямборов и Урриком. Гардани вешает тех из отряда Тиверия, кто лизал сапоги Годою, отправляет всех геланских клириков на суд в Кантиску и освобождает гоблина и Илану.
Тем временем Рене озабочен более делами семейными. Он твердо намерен развестись со своей нелюбимой женой и женится на Герике. В этом ему помогают Феликс и Максимилиан, доказывающие, что именно Ольвия первой нарушила целостность их брака, и что права на престол по наследству имеет лишь их единственный законнорождённый сын Рене-младший.
В Кантиске происходит коронация первого Императора Арции, Таяны и Эланда. Илана отрекается от всех претензий на корону. Шандер становится наместником Рене в Гелани и, понимая, что это единственный выход для них обоих, берет Ланку в жены. Геро официально объявлена герцогиней Тарски и невестой Арроя. Сдавшиеся гоблины становятся личной охраной нового императора. Роман помогает Уррику обратить внимание на Кризу, чтобы наконец соединить их двоих, несмотря на свои собственные чувства к горской девушке.

### Часть десятая
Император Рене Первый обживает дворец Анхеля в Мунте, не желая везти всю свору подхалимов в столь любимую им Идакону. В познании тайн дворца ему немало помогают Жан-Флорентин и странные дворцовые кошки, которые знают о существовании всех секретных ходов и тайников дворца. Но маринеру корона не приносит радости, а лишь рутинные заботы. Поэтому когда Эмзар, Клэр и Роман просят его посодействовать в экспедиции в Серое море ради встречи со своими сородичами, Аррой соглашается сразу и вызывается сам плыть туда. «Созвездие Рыси» Рене и «Осенний Ветер» Ягоба Лагара уходят из Идаконы. На причале старая нянька Ольвии Зенобия проклинает Арроя «…чтоб ты ждал смерти и не мог дождаться, чтоб тебе стать защитником своих врагов и губить своих друзей… Чтоб ты никогда не вернулся к своей шлюхе, чтоб вы до смерти бежали друг за другом и не догнали! Да не найдется такого камня, где б ты преклонил свою голову, пусть не будет у тебя могилы ни в море, ни на земле, пусть твоя память станет пыткой, а память о тебе — позором… Чтоб увидел ты, как твое семя пожирает друг друга, а твой дом зарастает волчцами, чтоб…», но не успевает закончить — Криза убивает её броском ножа. Несмотря на плохое предзнаменование император выходит в море вместе с Романом и Геро, которая после сказанного старухой не могла просто ждать Рене в Убежище практикуясь в эльфийской магии. На прощание Эстель Оскора дарит Уррику браслет от ошейника Преданного — зверь и без него никогда не оставлял тарскийку.
На Лунных островах гостей встречают Залиэль и её сын от Ларрэна Норгэрэль, который спас Рене во время его прошлого кораблекрушения. Королева Лебедей подтверждает догадки о том, что за Серым морем кроется тот, кто дергает за ниточки своих марионеток, будь то Святая Циала, Михай Годой или же сам Ройгу. Лунный король после исчезновения Эрасти Церна пробовал пробиться туда, но вестей обо всех, кто ушёл в тот поход, больше не было. Теперь, после поражения Годоя, эта неведомая сила затихла. Залиэль полагает, что их врагу проще переждать тысячу лет, чем сейчас ввязываться в драку: спустя столько времени все забудут о прошлом, Ройгу снова окрепнет, а среди людей может не найтись нового Арроя, да и новая Эстель Оскора может не пойти против своего «супруга». Королева излагает Рене план, по которому хочет уничтожить Неведомого. В Первом Паладине течет та же смешанная кровь, что и в Герике — живущий за Серым морем учует её и пропустит корабль в надежде захватить Эстель Оскору, но «Созвездии Рыси» будут Рене и Залиэль, которая усилив свою силу талисманом нанесёт удар. Император согласен пожертвовать жизнь, а не возлагать надежду на потомков, но с условием, что Геро об этом ничего не узнает. Однако тарскийка подслушала их разговор, в ходе которого эльфийка обмолвилась о том, что принесение в жертву Эстель Оскоры на алтаре Ангеса, где будет создан её талисман, многократно увеличило бы силу Залиэли. Рене против такого, но Геро решает пожертвовать собой чтобы увеличить шансы на выживание своего возлюбленного.
«Созвездие Рыси» с минимальным экипажем уходит в Серое море. И пока маринеры пытаются удержать корабль в налётевшем диком шторме, Залиэль ищет место для своего удара. В это время Геро по талисману видит, что начинается поединок и вместе с украденным у Романа кольцом Проклятого она бросается в магический огонь. Но её опережает Преданный, который сгорает в огне, а Эстель Оскора оказывается в другом мире, потеряв память, — талисман не только увеличивал силу Залиэли, но и был порталом из Тарры. Тем единственным выходом, который оставили Светозарные своим эльфам — чтобы покинуть мир один двух эльфов должен был пожертвовать жизнью, чтобы второй мог уйти. Залиэль не столько надеялась победить Неведомого, сколько укрыть Эстель Оскору — ведь пока её останки не упокоются в земле Тарры, новой «супруги» Ройгу быть не может. Ради этого она затеяла весь свой двойной обман, в который попалась и Гером, и Рене. Именно той самой жертвой порталу и должен был стать Рамиэрль, которому Залиэль раскрыла свой замысел. Он был согласен принести себя в жертву, но Преданный решил за всех опередив его, и эльф остался вместе с Жан-Флорентином у потухшего алтаря. Теперь Геро далеко от родного мира, её исчезновение скрыто магическим шквалом. У неё есть только странное кольцо и уверенность, что надо куда-то вернуться.
Залиэль с помощью уловки выманивают с корабля и она погибает в море — теперь без магической защиты «Созвездие Рыси» обреченно. Последнее, что видит Рене, оказывается гигантский белёсый туманоподобный шквал, накрывающий их, который адмирал встречает с подаренной Романом шпагой Уанна в руке.
Иоахиммиус решает воспользоваться предложением помощи Майхуба и уговаривает Феликса благословить постройку храма Эрасти в пустыне Эр-Гидал, подальше от всех церковных рук, и укрыть там истину о Войне Оленя, в том числе и картины, написанные Церной. Причём о том, что будет спрятано в храме, он просит не рассказывать даже Максимилиану, в котором стремительный взлет уже породил тщеславие, высокомерие и жажду власти. Властитель Эр-Атэва тоже понимает, что Михай не был настоящий угрозой, а лишь её предвестием, и дает Иоахиммиусу рабов, воинов и все необходимое для постройки в пустыне настоящей крепости, в которую не будет хода никому без дозволения самого настоятеля этого храма. До возвращения Рамиэрля в мире людей его решает заменить Клэр, взявший на себя роль разведчика, а Эмзар решает побольше узнать о Вархе и по возможности попытаться сдержать гнездящееся там зло. Старый Эрик приходит к Архипастырю с просьбой — он добровольно желает выпить яд Агва Закта, дающий умирающему пророческий дар, чтобы хоть как-то разузнать о грядущих бедах. В присутствии Феликса Коннак уже умирая произносит: «Нужно ждать. Ждать, даже когда это будет казаться безумием. Ждать и помнить. В землю упали зерна. Им нужно время. Придет год Трёх Звёзд, и поднимет меч Последний из королей. Голубая Звезда канет в море, Алая вернется на небо, Темная не погаснет. Она зажжена Избранным, но озарит путь Последнему, предвещая победу. Не бойтесь Ночи, не бойтесь Дня. Тьма защитит от Тьмы, Свет от Света. Не плачьте об уходящих в бой… Созвездие Рыси… Темная звезда… Им не сойтись, но сиянье их вечно…»
В Сером море Рене Аррой приходит в себя на палубе светящегося серебром «Созвездия Рыси». Больше из команды нет никого.